# Rhopalomyia lanceolata
Rhopalomyia lanceolata är en tvåvingeart som beskrevs av Ephraim Porter Felt 1908. Rhopalomyia lanceolata ingår i släktet Rhopalomyia och familjen gallmyggor.
Artens utbredningsområde är Illinois. Inga underarter finns listade i Catalogue of Life.